# Piel de Niña
Piel De Niña é o segundo álbum de estúdio do cantor mexicano Alejandro Fernández.

## Faixas
1. Piel De Niña (Jesús Gluck, Honorio Herrero) - 2:41
2. No Estoy Triste (Armando Manzanero) - 2:55
3. Acabe Por Llorar (Antonio Valdez Herrera) - 2:50
4. Cenizas (D.A.R.) - 3:49
5. A La Vera Del Camino (Jorge Villamil) - 3:42
6. Cascos Ligeros (Manuel Eduardo Castro) - 2:06
7. Hasta Dondes Estes (Jorge Massias) - 3:19
8. Mentira, Mentira (Saulo Sedano) - 2:55
9. Cuando Te Olvide (Manuel Eduardo Castro) - 2:20
10. Quisiera Olvidarme De Ti (Rigoberto Alfaro, Jesús Rodríguez De Hujar) - 3:03
11. Contigo Aprendi (Armando Manzanero) - 3:25
12. Si No Eres Tu (Baldomero Carballo Salas) - 3:01

## Tabela musical

### Álbum
| Ano  | Parada                            | Pico |
| ---- | --------------------------------- | ---- |
| 1993 | Billboard Regional Mexican Albums | 5    |

### Canções
| Ano  | Parada                    | Canção           | Pico |
| ---- | ------------------------- | ---------------- | ---- |
| 1993 | Billboard Hot Latin Songs | Piel De Niña     | 23   |
| 1993 | Billboard Hot Latin Songs | Cascos Ligeros   | 11   |
| 1993 | Billboard Hot Latin Songs | Acabe Por Llorar | 24   |